# Tvornica parnih kotlova
Tvornica parnih kotlova (TPK), hrvatska tvornica kotlova, energetskih i procesnih postrojenja, uređaja i opreme iz Zagreba.

## Povijest
Korijeni sežu u 1931. kad je Ivan Simeoni osnovao poduzeće Rapid. Tvrtka je bila na adresi Savska cesta 110. Bila je to prva zagrebačka tvornica kojoj je kotlogradnja bila jedina proizvodnja. Razvili su prvu industrijsku kotlograditeljsku tehnologiju u Hrvatskoj te obrazovala mnoge kotlograditelje. Poslije Drugoga svjetskog rata je nacionalizirana. Rapid se je 1946. udružio s poduzećima Progres Zagreb, čije je sjedište bilo na adresi Nova cesta 181 (vlasnici Franjo Bauer i Đuro Kefera) i Tespa Zagreb, čije je sjedište bilo na adresi Ogrizovićeva 25 (vlasnik Karlo Majer). Novo poduzeće nastalo udruživanjem nazvano je Državna tvornica parnih kotlova. Novonastalo poduzeće imalo je 45 radnika. Prva je zadaća nove tvrtke bila zamjena dotrajalih kotlova u FNRJ. 1947. godine počela je gradnja novih hala na Žitnjaku. Iste je godine otvorio Školu za obrazovanje radnika, s posebnom radionicom za praktičnu izobrazbu. Godine 1948. preselio se je TPK u objekt na Žitnjaku i tad je tvornica zapošljavala 213 radnika te dobila današnji naziv. Radili su isprve tipske kotlove za paru.
Potom se usvojila proizvodnja tlačnih posuda od čelika, hladnjaka pare, spremnika zraka, kondenzatora pare, rafinerijskih kolona, destilacijske opreme, brodskih kotlova, kotlova za centralna grijanja, cjevovoda. Servisirala je i rekonstruirala energetska postrojenja, sprovodila laboratorijska ispitivanja, studije i razvojna znanstvena istraživanja, tehnološki inženjering za cjelokupne proizvodne linije i ostalo. Vrsni stručnjaci razvijali su tehnologije za TPK poput Aurela Kostelića i Slavka Šnellera.
1974. i Zakonom u udruženom radu preorganiziran je u OUR TPK s 11 OOUR-a: Armatura (današnji TPK Armatura), Energetika i procesna oprema, EPO (današnji TPK-EPO), Kotlogradnja (danas TPK Nova, dio grupe Saacke Marine Systems), Vanjska montaža, Održavanje i energetika, Servis kotlovskih postrojenja, Zavod za energetsku i procesnu opremu (današnji TPK – Zavod), Oprema za sagorijevanje, Ljevaonica u Konjščini (Metalac, od 1962. dio TPK), Proizvodnja specijalnih alata, uređaja i naprava za zavarivanje i transport (PAN) u Kamanju kraj Ozlja (danas Uniweld strojevi) i Orometal proizvodnja prehrambeno procesne opreme i kotlova u Oroslavju (danas TPK Orometal). Od 1979. godine u sastavu TPK je tvornica strojeva i ljevaonica željeza Metal iz Hercegovca, od 1992. u sastavu grupe Zagreb-Montaže.
Kotlovima, energetskim i procesnim postrojenjima TPK je opremio termoelektrane, nuklearne elektrane i tvornice diljem svijeta. TPK je bio najpoznatiji i najuspješniji u proizvodnji brodske opreme te je priznat i od svjetskih i domaćih institucija za atestiranje i nadzor.
Na vrhuncu 1980-ih zapošljavala je oko 2400 radnika. 
Privatizacijom 1990-ih odvajaju se i/ili osamostaljuju pojedine organizacijske jedinice, pri čemu su neke i promijenile ime. Dio je propao, a dio je opstao na tržištu.

## Proizvodni program
Na hrvatskom tržištu je ostala vodećom u kotlogradnji, brojem proizvedenih jedinica i razinom kvalitete. Razvojni interes usmjerio se je ka kotlovskim postrojenjima i pratećoj opremi. Dugogodišnje razvijanje iznjedrilo je seriju vrelovodnih kotlova raznolike primjene (toplane, grijanja, procesna industrija) za loženje ulja, plina i ugljena. Jedinice su građene u ležećoj i stojećoj izvedbi, koncesionog tlaka do 2,5 MPa. Parni kotlovski program razvijen je u dvama pravcima: paketna rješenja za učine 6 – 80 t/h, koncesionog tlaka 1,6 -10 MPa i temperature pregrijanja do 540 °C, za loženje ulja i plina, strmocijevna rješenja s jednim ili dva bubnja za loženje ulja, plina, ugljena i ugljene prašine. Uz vlastita rješenja učina do 100 t/h, izvedeno je niz jedinica u suradnji s inozemnih partnerima. Pozornost je usmjerena i na iskorištenje otpadne osjetne topline dimnih plinova u industrijskim pogonima i iza plinskih turbina. Razvili su utilizaciju tehnoloških dimnih plinova s manjim sadržajem prašine kotlovima učina do 30 t/h, koncesionog tlaka do 2,5 MPa, te dimnih plinova iza plinskih turbina dimocijevnim kotlovima učina do 15 t/h i koncesionog tlaka do 2 MPa. Izvedbe su napravljena za postrojenja za kemijsku i termičku pripremu kotlovskih i tehnoloških voda, obradu otpadnih voda, projektiranje čeličnih dimnjaka i ostale pomoćne opreme. Danas proizvodni program čine parni kotlovi, kotlovi na otpadnu toplinu, vrelovodni kotlovi, postrojenja za pripremu vode, izmjenjivači topline, tlačne posude, spremnici za naftu i naftne derivate, čelične konstrukcije, izrada dijelova kotlova, ostala oprema, usluga izrade i savijanje cijevi na savijači.